# Givry-en-Argonne
Givry-en-Argonne és un municipi francès, situat al departament del Marne i a la regió del Gran Est. L'any 2007 tenia 468 habitants.

## Demografia

### Població
El 2007 la població de fet de Givry-en-Argonne era de 468 persones. Hi havia 236 famílies, de les quals 108 eren unipersonals (44 homes vivint sols i 64 dones vivint soles), 56 parelles sense fills, 48 parelles amb fills i 24 famílies monoparentals amb fills.
La població ha evolucionat segons el següent gràfic:
Habitants censats

### Habitatges
El 2007 hi havia 296 habitatges, 238 eren l'habitatge principal de la família, 23 eren segones residències i 35 estaven desocupats. 233 eren cases i 56 eren apartaments. Dels 238 habitatges principals, 148 estaven ocupats pels seus propietaris, 80 estaven llogats i ocupats pels llogaters i 10 estaven cedits a títol gratuït; 10 tenien una cambra, 8 en tenien dues, 47 en tenien tres, 54 en tenien quatre i 119 en tenien cinc o més. 162 habitatges disposaven pel capbaix d'una plaça de pàrquing. A 120 habitatges hi havia un automòbil i a 74 n'hi havia dos o més.

### Piràmide de població
La piràmide de població per edats i sexe el 2009 era:
| Homes | Edats   | Dones |
| ----- | ------- | ----- |
| 0     | 95 o +  | 0     |
| 0     | 90 a 94 | 0     |
| 4     | 85 a 89 | 4     |
| 0     | 80 a 84 | 8     |
| 8     | 75 a 79 | 20    |
| 20    | 70 a 74 | 28    |
| 20    | 65 a 69 | 8     |
| 12    | 60 a 64 | 16    |
| 8     | 55 a 59 | 8     |
| 24    | 50 a 54 | 40    |
| 24    | 45 a 49 | 16    |
| 20    | 40 a 44 | 8     |
| 12    | 35 a 39 | 24    |
| 24    | 30 a 34 | 4     |
| 16    | 25 a 29 | 12    |
| 24    | 20 a 24 | 0     |
| 16    | 15 a 19 | 16    |
| 20    | 10 a 14 | 8     |
| 0     | 5 a 9   | 0     |
| 4     | 0 a 4   | 12    |

## Economia
El 2007 la població en edat de treballar era de 281 persones, 200 eren actives i 81 eren inactives. De les 200 persones actives 179 estaven ocupades (107 homes i 72 dones) i 21 estaven aturades (13 homes i 8 dones). De les 81 persones inactives 31 estaven jubilades, 14 estaven estudiant i 36 estaven classificades com a «altres inactius».

### Ingressos
El 2009 a Givry-en-Argonne hi havia 225 unitats fiscals que integraven 449,5 persones, la mediana anual d'ingressos fiscals per persona era de 15.703 €.

### Activitats econòmiques
Dels 34 establiments que hi havia el 2007, 2 eren d'empreses extractives, 1 d'una empresa alimentària, 1 d'una empresa de fabricació d'altres productes industrials, 5 d'empreses de construcció, 8 d'empreses de comerç i reparació d'automòbils, 3 d'empreses de transport, 3 d'empreses d'hostatgeria i restauració, 1 d'una empresa financera, 1 d'una empresa immobiliària, 1 d'una empresa de serveis, 4 d'entitats de l'administració pública i 4 d'empreses classificades com a «altres activitats de serveis».
Dels 13 establiments de servei als particulars que hi havia el 2009, 1 era una gendarmeria, 1 oficina de correu, 1 una oficina bancària, 1 taller de reparació d'automòbils i de material agrícola, 1 guixaire pintor, 2 fusteries, 1 lampisteria, 1 electricista, 2 perruqueries i 2 restaurants.
Dels 4 establiments comercials que hi havia el 2009, 1 era una gran superfície de material de bricolatge, 1 una botiga de menys de 120 m², 1 una fleca i 1 una joieria.

## Equipaments sanitaris i escolars
L'únic equipament sanitari que hi havia el 2009 era una farmàcia.
El 2009 hi havia 1 escola maternal i 1 escola elemental.

## Poblacions més properes
El següent diagrama mostra les poblacions més properes.